# گولوگ
گولوگ (به لاتین: Golug) یک شهرک در جمهوری خلق چین است که در  Nagqu County  واقع شده‌است. گولوگ
- نفر جمعیت دارد.